# Bhamdoûn el Mhatta
Bhamdoûn el Mhatta (Bhamdoun) är en ort i Libanon.   Den ligger i guvernementet Libanonberget, i den centrala delen av landet, 18 kilometer sydost om huvudstaden Beirut. Bhamdoûn el Mhatta ligger 1 100 meter över havet och antalet invånare är 5 000.
Terrängen runt Bhamdoûn el Mhatta är lite bergig. Runt Bhamdoûn el Mhatta är det ganska tätbefolkat, med 192 invånare per kvadratkilometer.. Närmaste större samhälle är Beirut, 17,7 kilometer nordväst om Bhamdoûn el Mhatta. 
Omgivningarna runt Bhamdoûn el Mhatta är i huvudsak ett öppet busklandskap.